# Almussafes (kommun)
Almussafes är en kommun i Spanien.   Den ligger i provinsen Província de València och regionen Valencia, i den östra delen av landet, 300 km öster om huvudstaden Madrid. Antalet invånare är 8 523. Arean är 10,8 kvadratkilometer. Almussafes gränsar till Alginet, Picassent, Sollana, Benifaió och Silla. 
Terrängen i Almussafes är mycket platt.